# 东兴镇 (江油市)
东兴镇，是中华人民共和国四川省绵阳市江油市曾经下辖的一个镇。原为东兴乡，2016年撤乡设镇。2019年12月，撤销东兴镇，将其所属行政区域划归龙凤镇管辖。

## 行政区划
东兴镇撤销前下辖以下地区：
东兴社区、新苏村、丰收村、朝天村、莲花村、阳光村、全平村、双新村和新建村。